# Rituvík
Rituvík [ˈɹiːtʊvʊik] és una localitat del sud-est de l'illa d'Eysturoy, a les illes Fèroe. Forma part del municipi de Runavík. L'1 de gener del 2021 tenia 302 habitants. El nom del poble prové de la paraula feroesa ryta, gavineta, i vík, badia; Rituvík significa "badia de les gavinetes".
Rituvík es va fundar el 24 de desembre de 1873, quan el matrimoni conformat per Petur Højgård, de Toftir, i Nikolina Torkilshøj, de Nes, es van establir en aquest lloc. Des del 1975 hi ha una estàtua de l'escultor feroès Fridtjof Joensen que els recorda, al costat de l'església.
L'església de Rituvík es va inaugurar el 17 de desembre de 1955 i pertany a la parròquia de Glyvrar. L'església està pintada de color blanc amb fusteria vermella. A l'interior hi ha un retaule pintat per Sigmund Petersen que representa el Sermó de la muntanya. La campana de l'església la va comprar Torvald Hjelm de Vágur i prové d'una goleta portuguesa "Florentina", que va varar a Groenlàndia el 1947. Quan l'església va complir els 40 anys el 1995, hi van instal·lar una nova campana provinent de Tønsberg, Noruega; pesa 280 kg i té un diàmetre de 79 cm.